# Bosanskohercegovačka rukometna reprezentacija
Rukometna reprezentacija Bosne i Hercegovine predstavlja državu Bosnu i Hercegovinu u međunarodnim rukometnim utakmicama.
Krovna organizacija je Rukometni savez BiH (osnovan 1948. godine)

## Povijest
Prvo veliko natjecanje na koje se kvalificirala bosanskohercegovačka reprezentacija je svjetsko prvenstvo 2015. u Kataru. U doigravanju su izbacili favorizirani Island pobijedivši u Sarajevu 33:32, a u Reykjaviku odigravši neriješeno 29:29. Povijest nastupa na velikim natjecanjima BiH je započela 16. siječnja 2015. na SP-u pobijedivši Iran 30:25.

## Igrači
Vratari:
- Benjamin Burić
- Admir Ahmetašević
- Harun Hodžić

Kružni igrači:
- Adin Faljić
- Senjamin Burić
- Amir Muhović

Krila:
- Adi Mehmedćehajić
- Marko Majstorović
- Luka Perić
- Vladan Đurđević

Vanjski igrači:
- Mirsad Terzić
- Igor Mandić
- Mirko Herceg
- Dino Hamidović
- Marko Davidović
- Luka Knežević
- Marko Panić
- Nedim Hadžić

(stanje: 7. siječnja 2024.)

## Sudjelovanja na velikim natjecanjima

### Sudjelovanja naOI
- 1936.:
- 1972.:
- 1976.:
- 1980.:
- 1984.:
- 1988.:
- 1992.:
- 1996.:
- 2000.:
- 2004.:
- 2008.:
- 2012.:
- 2016.:
- 2020.:
- 2024.:

### Sudjelovanja naEP
- 1994.: -
- 1996.: -
- 1998.: -
- 2000.: -
- 2002.: -
- 2004.: -
- 2006.: -
- 2008.: -
- 2010.: -
- 2012.: -
- 2014.: -
- 2016.: -
- 2018.: -
- 2020.: 23. mjesto
- 2022.: 23. mjesto
- 2024.:

### Sudjelovanja naSP
- 1938.: -
- 1954.: -
- 1958.: -
- 1961.: -
- 1964.: -
- 1967.: -
- 1970.: -
- 1974.: -
- 1978.: -
- 1982.: -
- 1986.: -
- 1990.: -
- 1993.: -
- 1995.: -
- 1997.: -
- 1999.: -
- 2001.: -
- 2003.: -
- 2005.: -
- 2007.: -
- 2009.: -
- 2011.: -
- 2013.: -
- 2015.: 20. mjesto
- 2017.: -
- 2019.: -
- 2021.: -
- 2023.: -

## Vanjske poveznice
- Rukometni savez Bosne i Hercegovine